# Сборная Мавритании по футболу
Сборная Мавритании по футболу (фр. Équipe de Mauritanie de football; араб. منتخب موريتانيا لكرة القدم‎) представляет Мавританию на международных футбольных турнирах и в товарищеских матчах. Управляющая организация — Федерация футбола Мавритании. До 2018 года сборная Мавритании ни разу не проходила квалификацию ни на чемпионат мира ни на Кубок африканских наций.

## История
Первый свой международный матч команда Мавритании сыграла в Сенегале, уступив команде ДР Конго со счётом 6:0. Первый гол сборная забила в 1967, сыграв вничью с Танзанией 1:1. Команда также участвовала в квалификации Олимпийских игр 1976 и чемпионата мира 1978, но безуспешно. Первую победу мавританцы одержали 12 октября 1980, обыграв Мали 2:1
Следующий матч сборная Мавритании провела, спустя 18 лет в отборочном турнире чемпионата мира 1998. В первом туре мавританцы достались в соперники команде Буркина-Фасо. Домашняя игра завершилась со счётом 0:0, в ответной игре Мавритания потерпела поражение 2:0.
В 2019 году сборная Мавритании впервые сыграла в финальной части Кубка африканских наций, завершив турнир на групповом этапе.
В 2023 году мавританцы добились наилучшего результата в истории сборной на Кубке африканских наций: сборная вышла в 1/8 финала, где проиграла сборной Кабо-Верде.

## Чемпионат мира
- 1930 до 1974 — не участвовала
- 1978 — не прошла квалификацию
- 1982 до 1994 — не участвовала
- 1998 до 2010 — не прошла квалификацию
- 2014 — отказалась от участия
- 2018 — не прошла квалификацию
- 2022 — не прошла квалификацию

## Кубок африканских наций
- 1957 до 1978 — не участвовала
- 1980 — не прошла квалификацию
- 1982 — не прошла квалификацию
- 1984 — не участвовала
- 1986 — не прошла квалификацию
- 1988 — не участвовала
- 1990 — забрала заявку
- 1992 — не прошла квалификацию
- 1994 — забрала заявку
- 1996 — не прошла квалификацию
- 1998 — не прошла квалификацию
- 2000 — забрала заявку
- 2002 — 2010 — не прошла квалификацию
- 2012 — забрала заявку
- 2013 — не подавала заявку
- 2015 — не прошла квалификацию
- 2017 — не прошла квалификацию
- 2019 — групповой этап
- 2021 — групповой этап
- 2023 — 1/8 финала

## Известные игроки
- Доминик да Силва
- Бессам
- Абубакар

## Форма

### Домашняя
| 2010 | 2014 | КАН-2019 | 2020 | КАН-2021 | 2022 | КАН-2023 |

### Гостевая
| 2010 | 2014 | КАН-2019 | 2020 | КАН-2021 | 2022 | КАН-2023 |

### Резервная
| 2022 |

Источники:,